# Universität Kaposvár

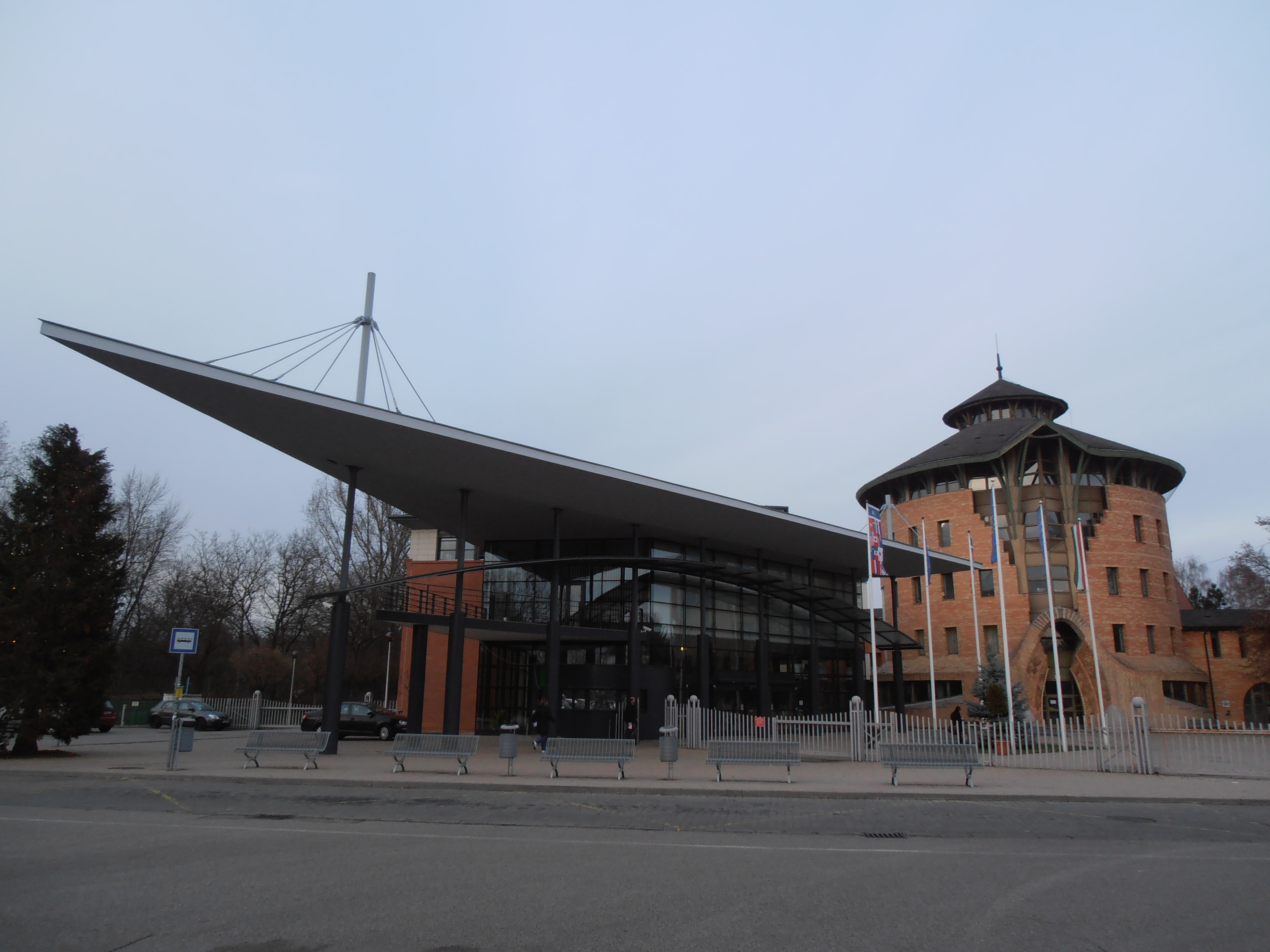
Kaposvár

Die Universität Kaposvár (ungarisch: Kaposvári Egyetem) ist eine staatliche Universität in der ungarischen Stadt Kaposvár mit rund 5.000 Studenten (2016). Das frühere Gesundheitszentrum Kaposvar und das Forschungsinstitut für Futtermittel in Iregszemcse sind Teil der Universität.

## Geschichte
Die Universität Kaposvár wurde am 1. Januar 2000 durch die Zusammenführung bestehender Forschungsinstitutionen gegründet und gliedert sich seit 2004 in vier Fakultäten: 
- Fakultät für Agrar-, und Umweltwissenschaften
- Fakultät für Wirtschaftswissenschaften
- Fakultät für Kunst und
- Fakultät für Pädagogik

Vor dem Zusammenschluss zur Universität hatten die Vorläuferinstitutionen der Universität erfolgreich in verschiedenen Bereichen der Forschung und Bildung zusammengearbeitet. 
Mit seinen Human- und Infrastrukturressourcen fand das Futtermittelforschungsinstitut einen idealen Partner in der Fakultät für Tierzucht und ergänzte seinen wissenschaftlichen Hintergrund in Futterpflanzen und anderen Kulturen. 
Als Ergebnis der institutionellen Reorganisation wurde die Fakultät für Tierzucht in die Fakultät für Tierwissenschaften umbenannt, um die Themen Bildung, Forschung, Erweiterung und andere Dienstleistungen genauer auszudrücken, während Csokonai Vitéz Mihály Lehrer " Training College wurde umbenannt, um Csokonai Vitéz Mihály Fakultät für Pädagogik zu werden.
Der von der Universität Kaposvár erstellte Plan zur institutionellen Reorganisation erhielt im Jahr 2000 die Note "A" (ausgezeichnet) des Bildungsministeriums. Diese Einstufung führte zu staatlich finanzierten Investitionsprojekten und einer erfolgreichen Personalentwicklung, die die Voraussetzungen für eine erhöhte Zahl von Studierenden und die Führung neuer Fakultäten schuf. Ein neuer pädagogischer Gebäudekomplex, ein multifunktionales Studentenzentrum, eine neue Zentralbibliothek und ein neues, modernes Studentenwohnheim für 347 Studenten wurden fertig gestellt. Die Gesamtfläche der Neubauten beträgt 14502 m².
Die Volkswirtschaftslehre begann an der Universität mit der Gründung der Wirtschaftswissenschaftlichen Fakultät. Durch die Weiterentwicklung der Ressourcen, die das Programm "Volkswirtschaftslehre in der Agrartechnik" bereits seit vielen Jahren von der Fakultät für Tierwissenschaften betreiben, wurde in Zusammenarbeit mit der Corvinus-Universität Budapest ein Finanz- und Rechnungswesen BSc gestartet sowie ein Bildungsspektrum mit weiteren Programmen im Bereich der Wirtschaftswissenschaften.
Die Schaffung der Fakultät für Kunst fügte dem Universitätsprofil einen völlig neuen Bereich der Bildung hinzu. 
Die Umstrukturierung der Hochschule im Sinne des Bologna-Prozesses war auch für die Kaposvár-Universität eine große Herausforderung. Dieses Ziel wurde erfolgreich abgeschlossen, die Universität erhielt die entsprechenden Genehmigungen für alle bestehenden Abschlüsse in BSc -Abschlüsse bei allen Fakultäten zu konvertieren.